# Fatal Frame II: Crimson Butterfly
| Сводный рейтинг                | Сводный рейтинг     | Сводный рейтинг     |
| Издание                        | Оценка              | Оценка              |
| Издание                        | PS2                 | Xbox                |
| ------------------------------ | ------------------- | ------------------- |
| GameRankings                   | 82,41 %             | 84,52 %             |
| Metacritic                     | 81/100 (40 обзоров) | 84/100 (37 обзоров) |
| MobyRank                       | 83/100              | 82/100              |
| Иноязычные издания             |                     |                     |
| Издание                        | Оценка              | Оценка              |
| Издание                        | PS2                 | Xbox                |
| Eurogamer                      | 8/10                | 9/10                |
| GameSpot                       | 8,2/10              | 8,3/10              |
| GameSpy                        | [ 11 ]              | [ 12 ]              |
| IGN                            | 8,5/10              |                     |
| Русскоязычные издания          |                     |                     |
| Издание                        | Оценка              | Оценка              |
| Издание                        | PS2                 | Xbox                |
| «Домашний ПК»                  | [ 14 ]              |                     |
| Награды                        |                     |                     |
| Издание                        | Награда             | Награда             |
| GameSpy Editors' Choice (Xbox) |                     |                     |

Fatal Frame II: Crimson Butterfly — компьютерная игра в жанре survival horror, вышедшая на приставке PlayStation 2 в 2003 году. Игра является второй в одноимённой серии игр. Расширенная версия была выпущена на Xbox в 2004 году. Впоследствии в 2012 году также был выпущен ремейк для Nintendo Wii.

## Сюжет
Действие игры происходит за 30 лет до событий, случившихся в Fatal Frame. Сёстры-близнецы Мио и Маю Амакура посещают место, где играли вместе в детстве. Маю видит загадочную бабочку и идёт за ней в лес. Обеспокоенная Мио идёт следом за ней, и две девочки приходят в деревню, окутанную сильным туманом. Сперва деревня кажется заброшенной, но вскоре сёстры понимают, что деревня населена душами умерших, которые всё время переживают один и тот же день — день неудавшейся ритуальной церемонии. Древняя магия заводит девушек всё глубже в деревню, сталкивая их с призраками, которым предоставилась возможность завершить древний ритуал, связанный с убийством близнецов.

## Геймплей
Бо́льшую часть игрового процесса игрок управляет Мио, и лишь в коротких сценах управление переключается на Маю. Единственным оружием выступает камера-обскура, обладающая функцией изгнания призраков. Как правило, для победы над привидением необходимо сделать несколько снимков. Плёнка Type-07 является бесконечной, но наносит минимальный урон врагам. Существуют плёнки иного типа с более высоким уровнем урона, однако их количество ограничено: игроку необходимо самостоятельно обнаруживать их в процессе игры. За каждый удачный снимок призрака даются очки, которые можно использовать для улучшения камеры: к примеру, можно купить линзы и оснастить аппарат дополнительными функциями, такими как замедление призраков или автоматическое отслеживание перемещения врагов. Устройство также содержит индикатор призраков, который светится красным светом при наличии рядом враждебных привидений и синим светом — если они не представляют опасности. Некоторые привидения, с которыми игрок сталкивается в процессе игры, появляются неожиданно, появлению других предшествуют видеоролики. Некоторые духи дают игроку подсказки по прохождению, либо предоставляют информацию связанную с сюжетом игры.
Игра делится на 9 глав. На уровнях сложности Hard и Nightmare присутствует дополнительная десятая глава. В зависимости от действий игрока, в игре предлагается несколько концовок.

## Режиссёрская версия
Почти через год после релиза оригинальной версии игры была выпущена режиссёрская версия (англ. Director's Cut) для Xbox. Её главные отличия: улучшенные графика и звук, новые костюмы, концовка и игровые режимы. На Xbox всю игру можно пройти с видом от первого лица. Прохождение упрощает появление магазина, в котором очки за съёмку призраков можно обменивать на фотоплёнку и лекарства. Такая же особенность есть в вышедшей позднее четвёртой части серии, но отсутствует в ремейке второй для Wii. Игра совместима с Xbox 360 в США и Европе, в отличие от Xbox-версии первой игры серии, которая не работает на Xbox 360 PAL-региона.

## Project Zero 2: Wii Edition
В июне 2012 года в Японии и Европе вышел ремейк игры Project Zero 2: Crimson Butterfly Wii Edition. Он был выполнен в духе вышедшей ранее четвёртой части серии, поэтому изменения коснулись графической составляющей. Также статическая камера сменилась на вид сзади от третьего лица, а управление переработано под особенности Wii, из-за чего схватки и фотографирование быстро пропадающих мирных духов стали сложнее. Появилась функция захвата цели, которая, однако, срабатывает не всегда. Сценарий был немного скорректирован (например, добавлены новые схватки), а предметы, как и в четвёртой части, теперь поднимаются очень долго: пока героиня тянет к ним руку, её может схватить призрак. Англоязычная версия игры была озвучена заново. Кроме того, в игру были добавлены дополнительные концовки и режим Haunted House.